# Diocesi di Lisinia
La diocesi di Lisinia (in latino: Dioecesis Lysiniensis) è una sede soppressa del patriarcato di Costantinopoli e una sede titolare della Chiesa cattolica.

## Storia
Lisinia, identificabile con Elmagik nell'odierna Turchia, è un'antica sede episcopale della provincia romana della Panfilia Seconda nella diocesi civile di Asia. Faceva parte del patriarcato di Costantinopoli ed era suffraganea dell'arcidiocesi di Perge. La diocesi è tuttavia assente nelle Notitiae Episcopatuum del patriarcato.
Sono due i vescovi attribuiti a questa diocesi. Eugenio fece parte del gruppo di vescovi antiniceni che abbandonarono il concilio di Sardica (circa 343/344) e in un conciliabolo a Filippopoli firmarono un documento di contenuti ariani. Diodoto intervenne al concilio di Calcedonia del 451 e sottoscrisse nel 458 la lettera dei vescovi della Panfilia Seconda all'imperatore Leone I dopo la morte del patriarca Proterio di Alessandria.
A questi vescovi, Michel Le Quien aggiunge il vescovo Apagamo che avrebbe preso parte, assieme ai vescovi della Pisidia, al primo concilio ecumenico celebrato a Nicea nel 325. Questo nome è tuttavia frutto di una variante delle tante liste latine, che Heinrich Gelzer ha ricostruito in Aranio di Limne.
Dal 1933 Lisinia è annoverata tra le sedi vescovili titolari della Chiesa cattolica; dal 13 gennaio 2024 il vescovo titolare è Justin Alexander Madathiparambil, vescovo ausiliare di Vijayapuram.

## Cronotassi

### Vescovi greci
- Eugenio † (menzionato nel 343/344)
- Diodoto † (prima del 451 - dopo il 458)

### Vescovi titolari
- José Ignacio Márquez y Tóriz † (26 maggio 1934 - 17 novembre 1934 nominato arcivescovo titolare di Bosporo)
- Raymond Augustine Kearney † (22 dicembre 1934 - 1º ottobre 1956 deceduto)
- Nicanor Roberto Aguirre Baus † (10 ottobre 1956 - 13 agosto 1977 deceduto)
- Conrado Walter, S.A.C. † (1º dicembre 1977 - 26 novembre 1984 nominato vescovo coadiutore di Jacarezinho)
- Murilo Sebastião Ramos Krieger, S.C.I. (16 febbraio 1985 - 8 maggio 1991 nominato vescovo di Ponta Grossa)
- José Antônio Aparecido Tosi Marques (10 luglio 1991 - 13 gennaio 1999 nominato arcivescovo di Fortaleza)
- Tadeusz Pikus (24 aprile 1999 - 29 marzo 2014 nominato vescovo di Drohiczyn)
- Theodore Mascarenhas, S.F.X. (9 luglio 2014 - 30 novembre 2023 nominato vescovo di Daltonganj)
- Justin Alexander Madathiparambil, dal 13 gennaio 2024